# Внутреннее море (морское право)

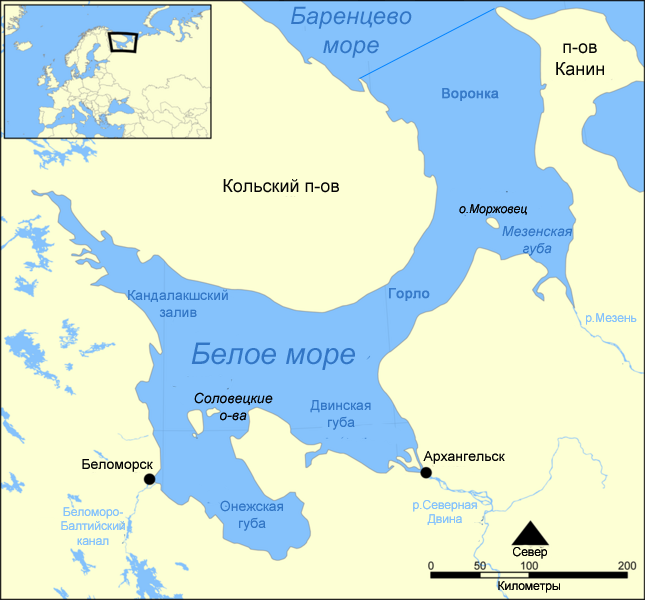
Белое море — пример внутреннего моря (для России).

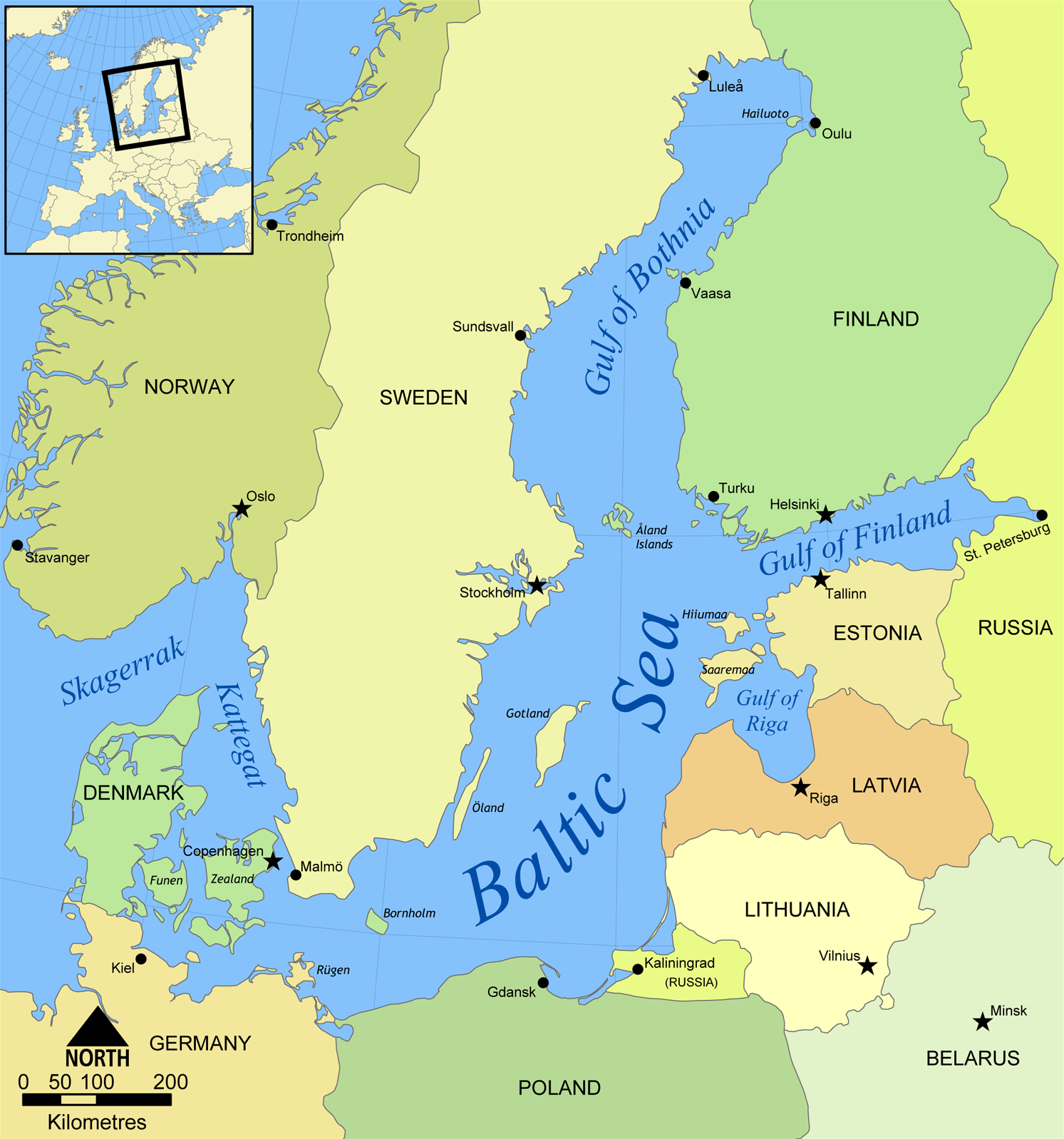
Балтийское море — пример внутреннего моря с точки зрения океанологии, но не морского права.

Вну́треннeе мо́ре — понятие в морском праве, обозначающее море, находящееся под полным суверенитетом какого-либо государства и содержащее только его внутренние воды. Близкое понятие внутренних морских вод также может содержать, помимо моря, воды бухт, заливов и т. д.
Для России внутренним морем является Белое море, фактически являющееся историческим заливом Баренцева моря. Воды Белого моря целиком лежат в сторону берега от исходной линии, проведённой от мыса Святой Нос до мыса Канин Нос (82,5 морской мили), и являются внутренними морскими водами России.
Внутренние моря противопоставляются замкнутым морям — морям, сообщающимся с другими морями через узкий проход или состоящим преимущественно из территориального моря и исключительных экономических зон двух и более стран — и открытому морю — акваториям, свободным от юрисдикции государств.
Конвенция ООН по морскому праву 1982 года не содержит понятия «внутреннее море», а лишь содержит понятие «замкнутое или полузамкнутое море» (ст. 122), определённое как
залив, бассейн или море, окруженное двумя или более государствами и сообщающееся с другим морем или океаном через узкий проход, или состоящее полностью или главным образом из территориальных морей и исключительных экономических зон двух или более прибрежных государств.
Практически термин устарел и не употребляется, либо ошибочно употребляется для обозначения «замкнутого или полузамкнутого моря» или каких-либо исторических вод.
Также не следует путать внутренние моря в смысле морского права с внутренними морями в океанологии, то есть морями, глубоко вдающееся в сушу и сообщающееся с океаном или прилегающими моря по сравнительно узким проливам. Например, Балтийское море (см. картинку справа снизу) является внутренним с точки зрения океанологии, но содержит внутренние воды девяти стран и потому не внутреннее (а полузамкнутое) с точки зрения морского права.